# Vierländer Tracht

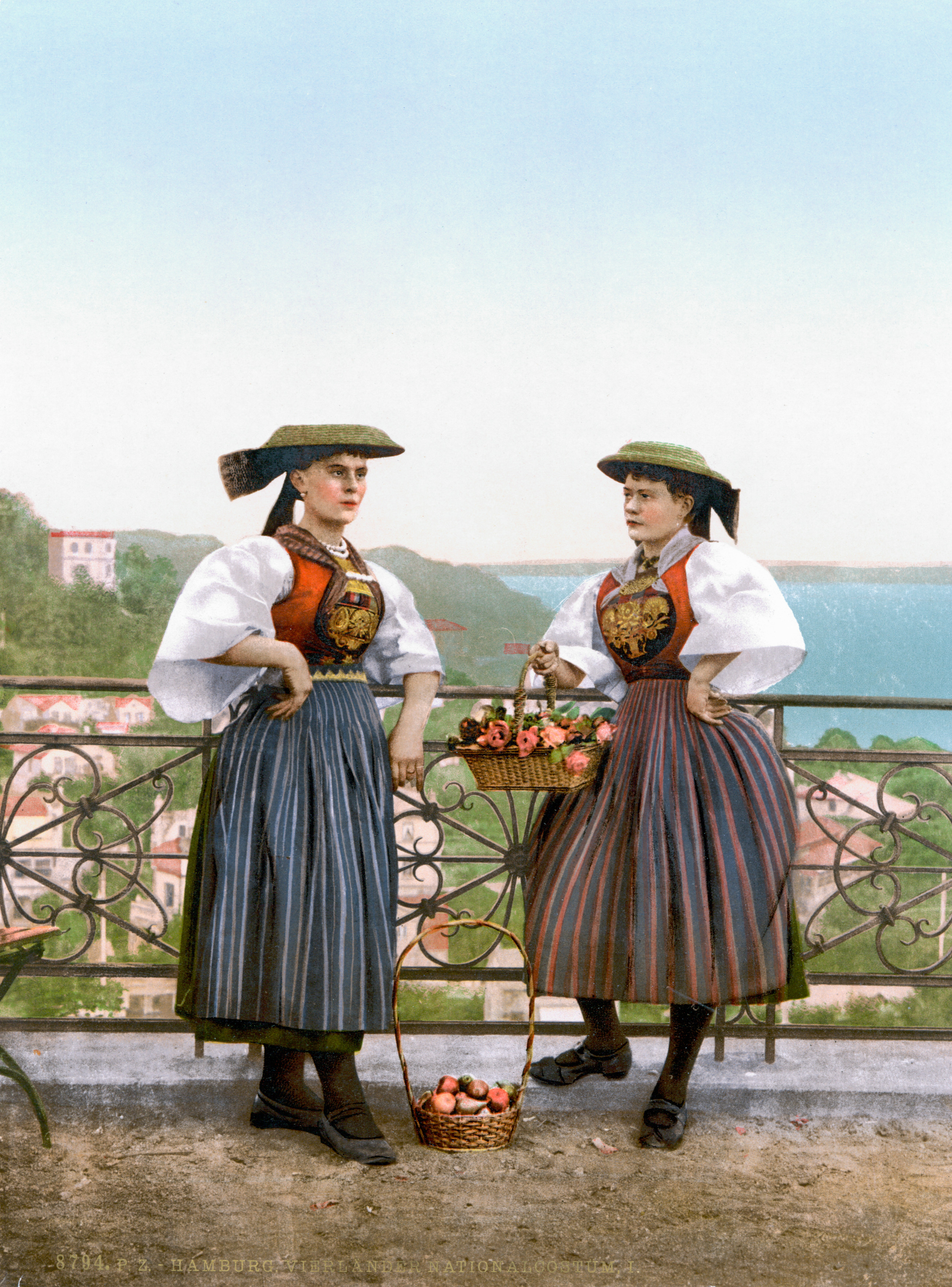
Die Vierländer Tracht

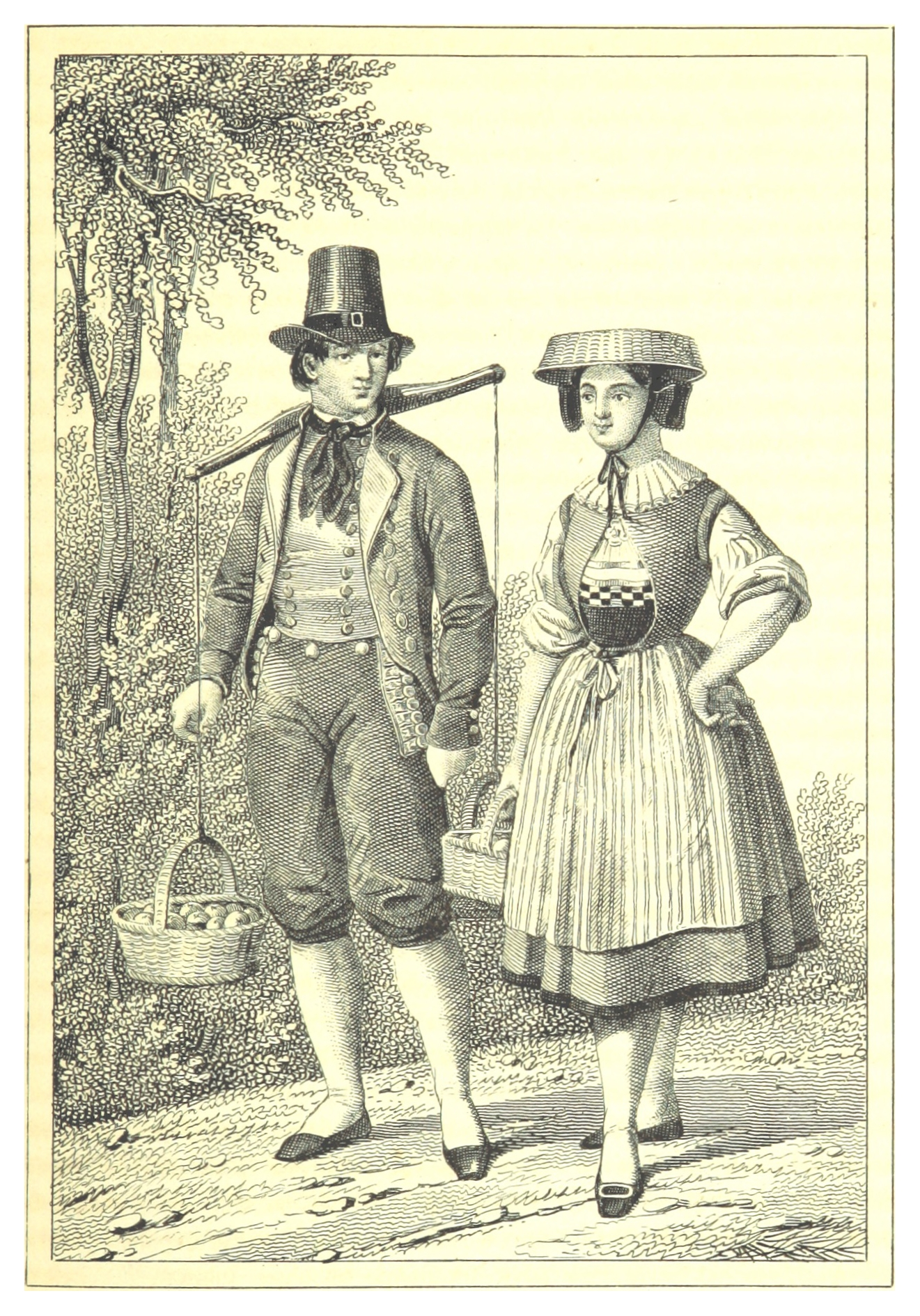
Männer- und Frauentracht

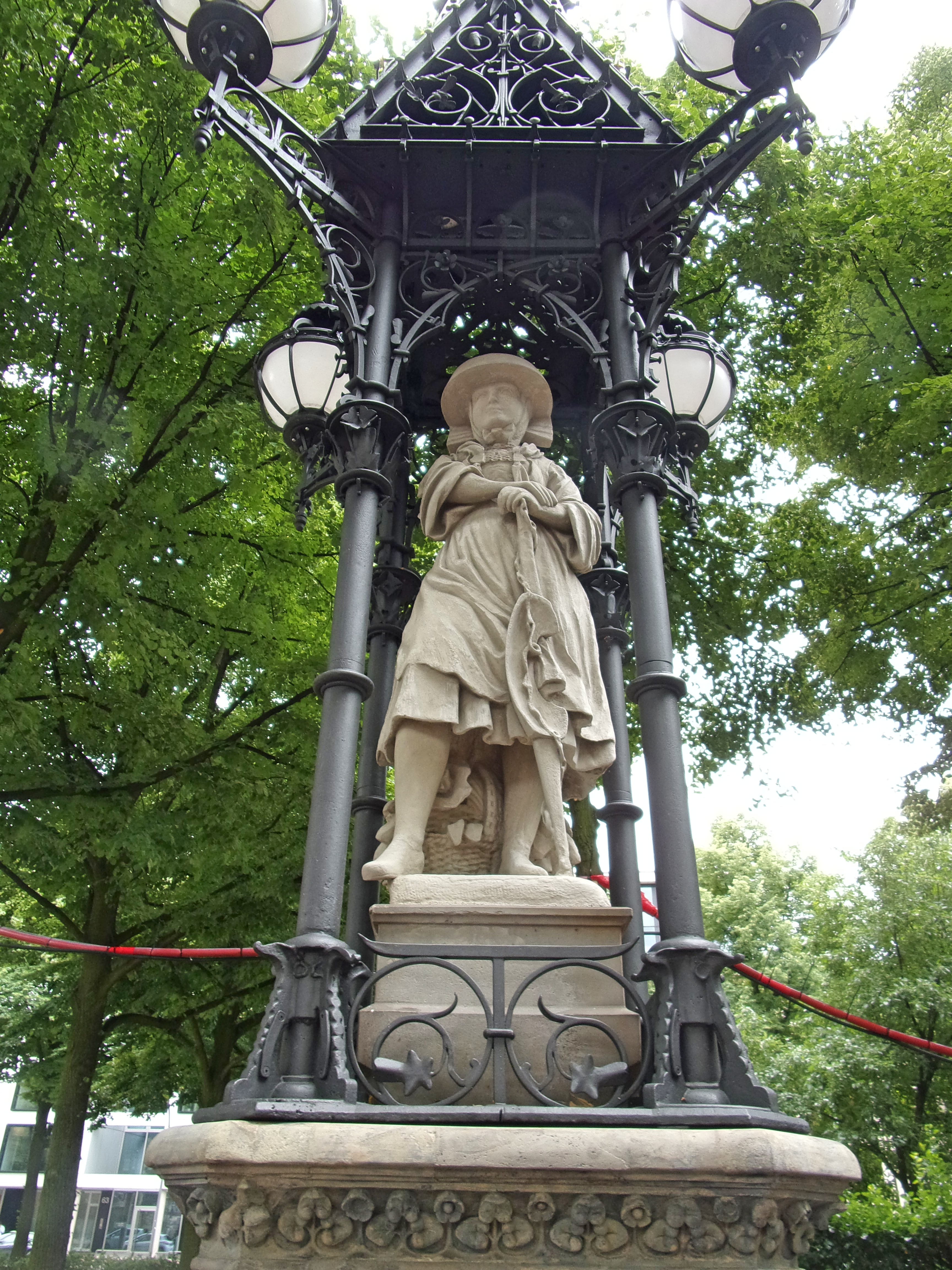
Vierländerin-Brunnen

Die Vierländer Tracht ist eine traditionelle historische Kleidung, die in den Vierlanden getragen wird.

## Geschichte
Die Kleidung bildete sich zwischen 1750 und 1770 heraus und galt als ein Gütesiegel für das auf den Hamburger Märkten (v. a. Hopfenmarkt, Meßberg, Deichtormarkt) angebotene Gemüse aus den Vierlanden. Die Tracht unterschied sich nicht wesentlich von der seinerzeit üblichen bäuerlichen Arbeitskleidung und wurde von Ostern bis Michaelis getragen. 1915 kleideten sich noch 100 Frauen sowie drei Männer in den Trachten; später war sie kein alltägliches Kleidungsstück mehr. Seit 1950 setzt sich die Vierländer Trachtengruppe, seit 1964 Vierländer Speeldeel „De Veerlanner“ e.V. für die Brauchtumspflege und die Erinnerung an die Vierländer Tracht ein. Heute werden die oft mehr als 100 Jahre alten, vererbten Trachten nur noch bei Trachten- und Volksfesten getragen.
Eine große Sammlung historischer Vierländer Trachten befindet sich im Museum für Kunst und Gewerbe Hamburg.

## Beschreibung
Bei der Vierländer Tracht sind historisch Frauen- und Männertrachten bekannt. Erhaltene Exemplare weisen einen umfangreichen, ausdrucksstarken Schmuck aus Silber auf. Darüber hinaus existierten abweichende Formen, die zu speziellen Anlässen wie dem Besuch der Kirche oder zu Beerdigungen und Hochzeiten getragen wurden. Kinder hatten eigene Trachten.

### Frauentracht
Die Frauentracht besteht aus einem, oder, je nach Jahreszeit oder Geschmack, mehreren Unterröcken, einem weiten Überrock und einer Schürze. Schürze und Oberrock sind im Bund mit zahlreichen Falten gestaltet. Dazu wird ein weißes Hemd getragen, das mit einer mit Halbedelsteinen oder farbigen Glassteinen verzierten Brosche verschlossen wird. Darüber tragen Frauen eine taillierte, durch eine Spange zusammengehaltene Weste. Ergänzt wird die Tracht durch eine eng anliegende Jacke mit einem spitz-ovalen Ausschnitt, deren Ärmel reich mit silbernen Knöpfen verziert sind. An den unteren Ärmeln der Jacke und auf der Schürze finden sich landschaftstypische Stickereien. Der Ausschnitt der Jacke bietet Platz für einen aufwändigen Brustschmuck und einen Brustlatz, der mit metallenen Stickereien verziert ist. Der Brustschmuck ist als Filigranarbeit gestaltet und liegt auf einer andersfarbigen, in der Regel vergoldeten Metallplatte auf.
Frauen tragen dazu eine besonders gestaltete Haube und einen Strohhut. Die schwarze Haube liegt eng an und hat im Nacken eine auffällige steife, schwarze Schleife. Der darüber getragene Strohhut ist im Bereich des Kopfes niedriger als die dachartig gewölbte Krempe.

### Männertracht
Die Männertrachten bestehen aus kurzen braunen Jacken mit darunter getragenen Westen und einer schwarzen Pumphose. Alle Kleidungsstücke sind mit vielen Silberknöpfen versehen. Diese finden sich an Knopfleiste und Ärmeln der Jacke, auf der Vorderseite der Weste und in großer Ausführung an der Hose. Die Hose wurde aus schwarzem Tuch oder englischem Leder gefertigt. Später wurden hierfür Materialien aus Cord verwendet.
Die Tracht wird ergänzt durch einen Hut. Dieser hatte zunächst einen breiten Rand und ähnelte Zimmermannshüten. Ungefähr ab 1830 trugen Männer einen Zylinder, der in der Anfangszeit eine zumeist raue, später eine glatte Oberfläche hatte.

## Rezeption
Der weiblichen Vierländer Tracht wurde 1878 von dem Bildhauer Engelbert Peiffer im Vierländerin-Brunnen ein Denkmal gesetzt. Der Brunnen stand ursprünglich auf dem Meßberg, heute auf dem Hopfenmarkt. Ebenfalls von der Vierländer Tracht inspiriert ist das Logo der Margarine-Marke Rama.